# Palluau
Pour les articles homonymes, voir Palluau (homonymie).
Ne doit pas être confondu avec Palluaud ou Palluau-sur-Indre.
Palluau est une commune française située dans le département de la Vendée, en région Pays de la Loire.

## Géographie
Le territoire municipal de Palluau s'étend sur 749 hectares. L'altitude moyenne de la commune est de 43 mètres, avec des niveaux fluctuant entre 18 et 64 mètres,.
Palluau est l'ancien chef-lieu de son canton, située à moins de 10 km du Poiré-sur-Vie, 22 km de Challans et 26 km de La Roche-sur-Yon, la préfecture.
Elle dépend administrativement de la sous-préfecture des Sables-d'Olonne.
|                       | Saint-Étienne-du-Bois |                  |
| Saint-Paul-Mont-Penit | Palluau               | Beaufou          |
|                       | La Chapelle-Palluau   | Le Poiré-sur-Vie |

### Climat
Pour des articles plus généraux, voir Climat des Pays de la Loire et Climat de la Vendée.
En 2010, le climat de la commune est de type climat océanique franc, selon une étude du CNRS s'appuyant sur une série de données couvrant la période 1971-2000. En 2020, Météo-France publie une typologie des climats de la France métropolitaine dans laquelle la commune est exposée à un climat océanique et est dans la région climatique  Bretagne orientale et méridionale, Pays nantais, Vendée, caractérisée par une faible pluviométrie en été et une bonne insolation.
Pour la période 1971-2000, la température annuelle moyenne est de 12,3 °C, avec une amplitude thermique annuelle de 13,6 °C. Le cumul annuel moyen de précipitations est de 826 mm, avec 12,4 jours de précipitations en janvier et 6,4 jours en juillet. Pour la période 1991-2020, la température moyenne annuelle observée sur la station météorologique installée sur la commune est de 12,6 °C et le cumul annuel moyen de précipitations est de 928,6 mm,. Pour l'avenir, les paramètres climatiques de la commune estimés pour 2050 selon différents scénarios d'émission de gaz à effet de serre sont consultables sur un site dédié publié par Météo-France en novembre 2022.
| Mois                                  | jan.             | fév.             | mars           | avril         | mai             | juin          | jui.          | août           | sep.          | oct.            | nov.            | déc.            | année      |
| ------------------------------------- | ---------------- | ---------------- | -------------- | ------------- | --------------- | ------------- | ------------- | -------------- | ------------- | --------------- | --------------- | --------------- | ---------- |
| Température minimale moyenne (°C)     | 3,1              | 2,6              | 4,2            | 5,6           | 9               | 11,8          | 13,4          | 13,3           | 10,9          | 9,3             | 5,8             | 3,5             | 7,7        |
| Température moyenne (°C)              | 6,3              | 6,6              | 8,9            | 11            | 14,5            | 17,7          | 19,7          | 19,7           | 17            | 13,6            | 9,4             | 6,8             | 12,6       |
| Température maximale moyenne (°C)     | 9,5              | 10,6             | 13,7           | 16,5          | 20,1            | 23,7          | 25,9          | 26,2           | 23            | 18              | 13,1            | 10              | 17,5       |
| Record de froid (°C) date du record   | −10,6 02.01.1997 | −10,4 08.02.1991 | −10,2 01.03.05 | −4 07.04.08   | −1,9 14.05.1995 | 3,3 01.06.06  | 6,3 10.07.04  | 5,2 28.08.1998 | 1,4 26.09.10  | −3,3 30.10.1997 | −7,5 21.11.1993 | −9,6 31.12.1996 | −10,6 1997 |
| Record de chaleur (°C) date du record | 17 27.01.03      | 22,7 27.02.19    | 24,4 19.03.05  | 29 30.04.1994 | 32,4 26.05.17   | 39,3 27.06.19 | 41,7 18.07.22 | 40,4 09.08.03  | 34,7 09.09.23 | 32,1 08.10.23   | 21,1 08.11.15   | 17,8 07.12.00   | 41,7 2022  |
| Précipitations (mm)                   | 100,4            | 79,5             | 67,3           | 68,8          | 66              | 49,1          | 47,1          | 54,9           | 69,2          | 100,6           | 113,5           | 112,2           | 928,6      |

## Urbanisme

### Typologie
Au 1er janvier 2024, Palluau est catégorisée bourg rural, selon la nouvelle grille communale de densité à sept niveaux définie par l'Insee en 2022.
Elle est située hors unité urbaine et hors attraction des villes,.

### Occupation des sols
L'occupation des sols de la commune, telle qu'elle ressort de la base de données européenne d’occupation biophysique des sols Corine Land Cover (CLC), est marquée par l'importance des territoires agricoles (82,3 % en 2018), en diminution par rapport à 1990 (83,8 %). La répartition détaillée en 2018 est la suivante : 
terres arables (59,5 %), prairies (18,9 %), zones urbanisées (11,3 %), forêts (6,4 %), zones agricoles hétérogènes (3,9 %). L'évolution de l’occupation des sols de la commune et de ses infrastructures peut être observée sur les différentes représentations cartographiques du territoire : la carte de Cassini (XVIIIe siècle), la carte d'état-major (1820-1866) et les cartes ou photos aériennes de l'IGN pour la période actuelle (1950 à aujourd'hui).

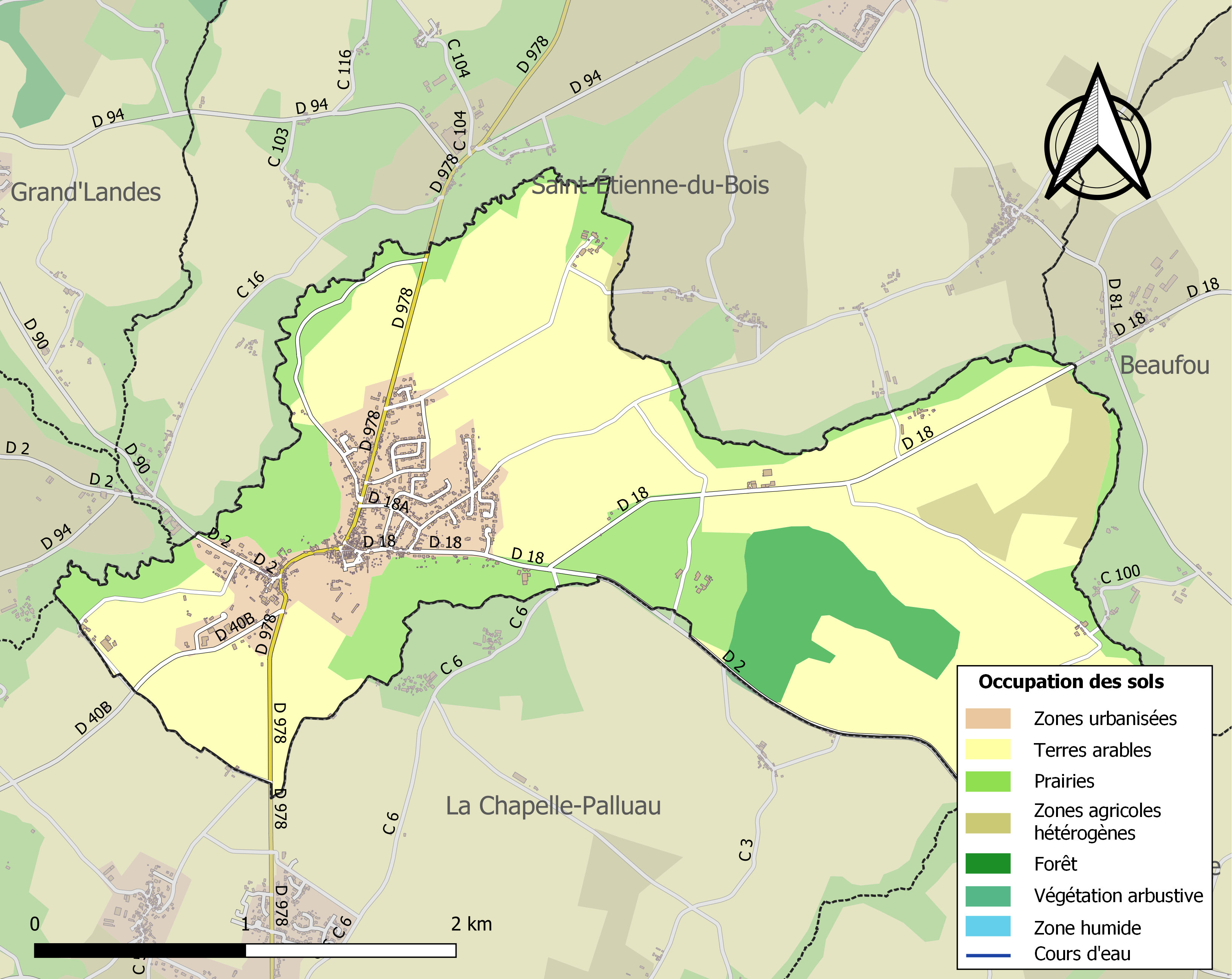
Carte des infrastructures et de l'occupation des sols de la commune en 2018 (CLC).

## Économie
En tant que chef-lieu de canton, Palluau possède un collège (le collège Saint-Paul) dont la particularité est d'avoir une forte section athlétisme, avec de très fréquentes participations aux championnats de France (athlétisme, cross entre autres).
Palluau dispose de quelques commerces (épicerie, boulangerie, garage), d'un bureau de poste, d'un cabinet médical, d'une antenne de l'ADMR.
Les entreprises présentes sur le territoire sont principalement artisanales, et l'on retrouve quelques exploitations agricoles et vinicoles.

## Histoire
Pendant la guerre de Cent Ans, Palluau fut assiégée par les Anglais, sans qu'elle ne leur soit cédée, en 1371.
Au XVe siècle, la seigneurie de Palluau était dépendante de la vicomté de Thouars, qui appartenait alors à la famille d'Amboise. Les familles qui possédèrent la seigneurie de Palluau furent :
- les Belleville, aussi seigneurs de Montaigu et de nombreux autres fiefs dans la région ;
- les Clisson : Jeanne de Belleville (~1300-~1359), fille de Maurice IV de Belleville et Létice de Parthenay, vit son troisième époux Olivier IV de Clisson décapité sur ordre du roi Philippe VI de Valois pour trahison. Ils eurent pour fils le connétable Olivier ;
- les Penthièvre : Marguerite de Clisson, † 1441, fille du connétable, marie Jean Ier de Châtillon-Blois-Bretagne comte de Penthièvre ;
- les de Brosse : leur fille Nicole de Châtillon épouse en 1437 Jean II de Brosse ;
- les Gouffier : leur arrière-petite-fille Françoise de Brosse épouse en 1545 Claude Gouffier, duc de Roannais[13] ;
- les Clérambault : parmi les fils de Claude Gouffier, on trouve le duc Gilbert et son frère cadet Claude Gouffier, sire de Palluau ; à la génération suivante, Louis Gouffier — soit le duc Louis fils de Gilbert, soit son cousin germain homonyme Louis, fils de Claude — vend Palluau le 23 mai 1607 à Jacques de Clérambault[14], † 1631, père du maréchal Philippe (1606-1665 ; comte de Palluau dit le maréchal de Palluau), père lui-même d'un autre Philippe de Clérambault comte de Palluau († 1704) ;
- les Phélypeaux : Jérôme Phélypeaux comte de Pontchartrain (1674-1747), secrétaire d'Etat à la Maison du Roi et à la Marine, achète en 1713 à la Maréchale douairière de Clérembault, Louise Bouthillier de Chavigny (1634-1722) ;
- les d'Asnières : en 1774, Les Phélypeaux de Pontchartrain vendent au marquis Henri d’Asnières (1736-1814), seigneur d’Aizenay. À la Révolution, ce dernier émigra en 1791.

Remarque : on confond souvent, mais à tort, la seigneurie de Belleville en Poitou avec celle de Palluau aux confins de la Touraine et du Berry, que posséda notamment le gouverneur de la Nouvelle-France Louis de Buade de Frontenac ; l'erreur peut d'autant plus s'expliquer que la mère de Frontenac était Anne Phélypeaux de La Vrillière, 1595-~1633, cousine germaine de Louis Ier de Pontchartrain, le grand-père de Jérôme.
Pendant la guerre de Vendée, Palluau fut le théâtre de divers affrontements :
- en 1793, les insurgés chassèrent la garde nationale de Palluau, entre le 12 et le 14 mars, et s'emparèrent du Marais.

La bataille de Palluau, le 15 mai 1793, opposa les républicains du général Boulard aux insurgés commandés par Charette pour la prise de cette place forte située sur l’axe de communication Nantes - Les Sables.
- en 1795, les forces républicaines y affrontèrent de nouveau les insurgés.

## Héraldique
| Blason | Blasonnement : De gueules au château de deux tours couvertes d'or, à la bordure burelée d'argent et de sable de dix pièces. Commentaires : La devise de Palluau : Palude Excrevit Acer : « Du marais est sorti le champ » ; ou Labore Improbo Crevit A Palude Ager : « Par un travail constant, du marais est sorti le champ ». |

## Politique et administration

### Liste des maires
| Période                                  | Période                | Identité                    | Étiquette | Qualité |
| ---------------------------------------- | ---------------------- | --------------------------- | --------- | --- |
| Les données manquantes sont à compléter. |                        |                             |           | |
| 1858                                     | 1870                   | Joseph Davy                 |           | Propriétaire Conseiller d'arrondissement |
| 1870                                     | 1872                   | René Merlet                 |           | |
| 1872                                     | 1872                   | Hilaire Émile Pineau        |           | |
| 1873                                     | 1878                   | Louis Trichet               |           | |
| 1878                                     | 1879                   | Charles Dodin               |           | |
| 1879                                     | 1884                   | René Merlet                 |           | |
| 1884                                     | 1896                   | Louis Trichet               |           | |
| 1896                                     | 1923                   | Arthus Boiscourbeau         |           | Notaire Conseiller général de Palluau (1919 → 1928) Conseiller d'arrondissement (? → 1919)                                                                   |
| 1923                                     | 1924                   | Julien Dorion               |           | |
| 1924                                     | 1926                   | Adolphe François Moreau     |           | |
| juillet 1926                             | avril 1959 (démission) | André Dorion (1897-1961)    |           | Notaire |
| avril 1959                               | juillet 1969 (décès)   | Pierre Traîneau (1897-1969) |           | Entrepreneur de travaux publics |
| août 1969                                | mars 1971              | André Rabiller              |           | Menuisier |
| mars 1971                                | mars 1989              | Louis Roch (1925-2003)      | UDR DVD   | Vétérinaire Conseiller général de Palluau (1970 → 2001) Président du SIVOM du canton de Palluau (1976 → 1991) Président du District de Palluau (1991 → 2000) |
| mars 1989                                | mars 2008              | Claude Guérineau            |           | Professeur de collège |
| mars 2008                                | mars 2014              | Philippe Gadais             |           | Instructeur en urbanisme à la DDE |
| mars 2014                                | mai 2020               | Robert Bourasseau           | SE        | Retraité du bâtiment |
| mai 2020                                 | En cours               | Marcelle Barreteau          |           | Cadre supérieure de la fonction publique |

## Population et société

### Démographie

#### Évolution démographique
L'évolution du nombre d'habitants est connue à travers les recensements de la population effectués dans la commune depuis 1793. Pour les communes de moins de 10 000 habitants, une enquête de recensement portant sur toute la population est réalisée tous les cinq ans, les populations de référence des années intermédiaires étant quant à elles estimées par interpolation ou extrapolation. Pour la commune, le premier recensement exhaustif entrant dans le cadre du nouveau dispositif a été réalisé en 2005.

En 2022, la commune comptait 1 110 habitants, en évolution de +1,93 % par rapport à 2016 (Vendée : +5,33 %, France hors Mayotte : +2,11 %).
| 1793 | 1800 | 1806 | 1821 | 1831 | 1836 | 1841 | 1846 | 1851 |
| ---- | ---- | ---- | ---- | ---- | ---- | ---- | ---- | ---- |
| 350  | 774  | 465  | 479  | 571  | 594  | 555  | 596  | 588  |

| 1856 | 1861 | 1866 | 1872 | 1876 | 1881 | 1886 | 1891 | 1896 |
| ---- | ---- | ---- | ---- | ---- | ---- | ---- | ---- | ---- |
| 564  | 627  | 613  | 612  | 558  | 559  | 567  | 617  | 620  |

| 1901 | 1906 | 1911 | 1921 | 1926 | 1931 | 1936 | 1946 | 1954 |
| ---- | ---- | ---- | ---- | ---- | ---- | ---- | ---- | ---- |
| 626  | 633  | 604  | 551  | 572  | 543  | 559  | 559  | 579  |

| 1962 | 1968 | 1975 | 1982 | 1990 | 1999 | 2005 | 2006 | 2010  |
| ---- | ---- | ---- | ---- | ---- | ---- | ---- | ---- | ----- |
| 595  | 625  | 574  | 665  | 623  | 659  | 824  | 850  | 1 020 |

| 2015  | 2020  | 2022  | - | - | - | - | - | - |
| ----- | ----- | ----- | - | - | - | - | - | - |
| 1 085 | 1 106 | 1 110 | - | - | - | - | - | - |

#### Pyramide des âges
En 2018, le taux de personnes d'un âge inférieur à 30 ans s'élève à 37,0 %, soit au-dessus de la moyenne départementale (31,6 %). À l'inverse, le taux de personnes d'âge supérieur à 60 ans est de 23,5 % la même année, alors qu'il est de 31,0 % au niveau départemental.
En 2018, la commune comptait 558 hommes pour 548 femmes, soit un taux de 50,45 % d'hommes, légèrement supérieur au taux départemental (48,84 %).
Les pyramides des âges de la commune et du département s'établissent comme suit.
| Hommes | Classe d’âge | Femmes |
| ------ | ------------ | ------ |
| 0,2    | 90 ou +      | 0,5    |
| 4,3    | 75-89 ans    | 6,0    |
| 16,5   | 60-74 ans    | 19,5   |
| 18,8   | 45-59 ans    | 17,0   |
| 20,8   | 30-44 ans    | 22,4   |
| 16,3   | 15-29 ans    | 14,6   |
| 23,1   | 0-14 ans     | 19,9   |

| Hommes | Classe d’âge | Femmes |
| ------ | ------------ | ------ |
| 0,8    | 90 ou +      | 2,2    |
| 8,7    | 75-89 ans    | 11,1   |
| 20,3   | 60-74 ans    | 21,3   |
| 20     | 45-59 ans    | 19,4   |
| 17,5   | 30-44 ans    | 16,8   |
| 15     | 15-29 ans    | 13,2   |
| 17,7   | 0-14 ans     | 16,1   |

## Lieux et monuments

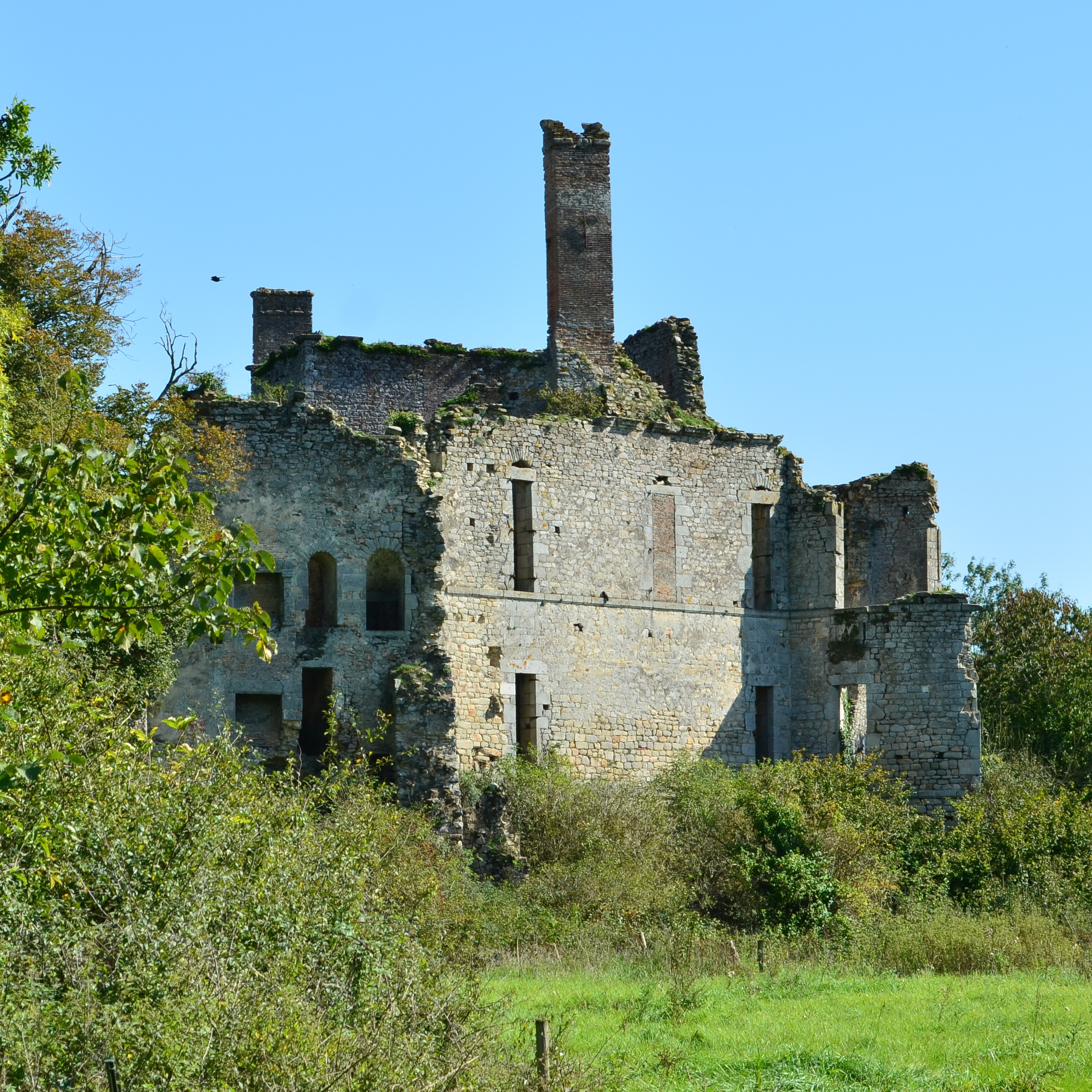
Château de Palluau.

- Le château de Palluau, inscrit aux monuments historiques par arrêté du 20 mai 1998. Château fort construit au XIIIe siècle, dont ne subsistent que des vestiges. À l'emplacement de l'ancienne forteresse a été reconstruit un château en 1661 pour le maréchal de Clérambault, modifié au XVIIIe siècle par le comte de Pontchartrain. Le château, incendié en 1793, pendant la Révolution, est demeuré en ruine depuis cette époque. L'intérêt de l'édifice tient autant aux vestiges médiévaux qu'à ceux du château du XVIIe siècle[24],[25].
- Église Saint-Gilles, reconstruite en 1887, à l’emplacement de l’ancienne église et du cimetière contigu.
- Le musée de l'hyménoptère, installé dans le bourg, est consacré au monde des insectes bâtisseurs tels les abeilles, bourdons, guêpes ou les fourmis [21].

## Personnalités liées à la commune
- Le maréchal de France Philippe de Clérembault, dit « Le maréchal de Palluau ».
- Charles-François-Gabriel Morisson, homme politique français.
- Jacques Nanteuil, poète et écrivain français.

## Pour approfondir